# John Hoppner

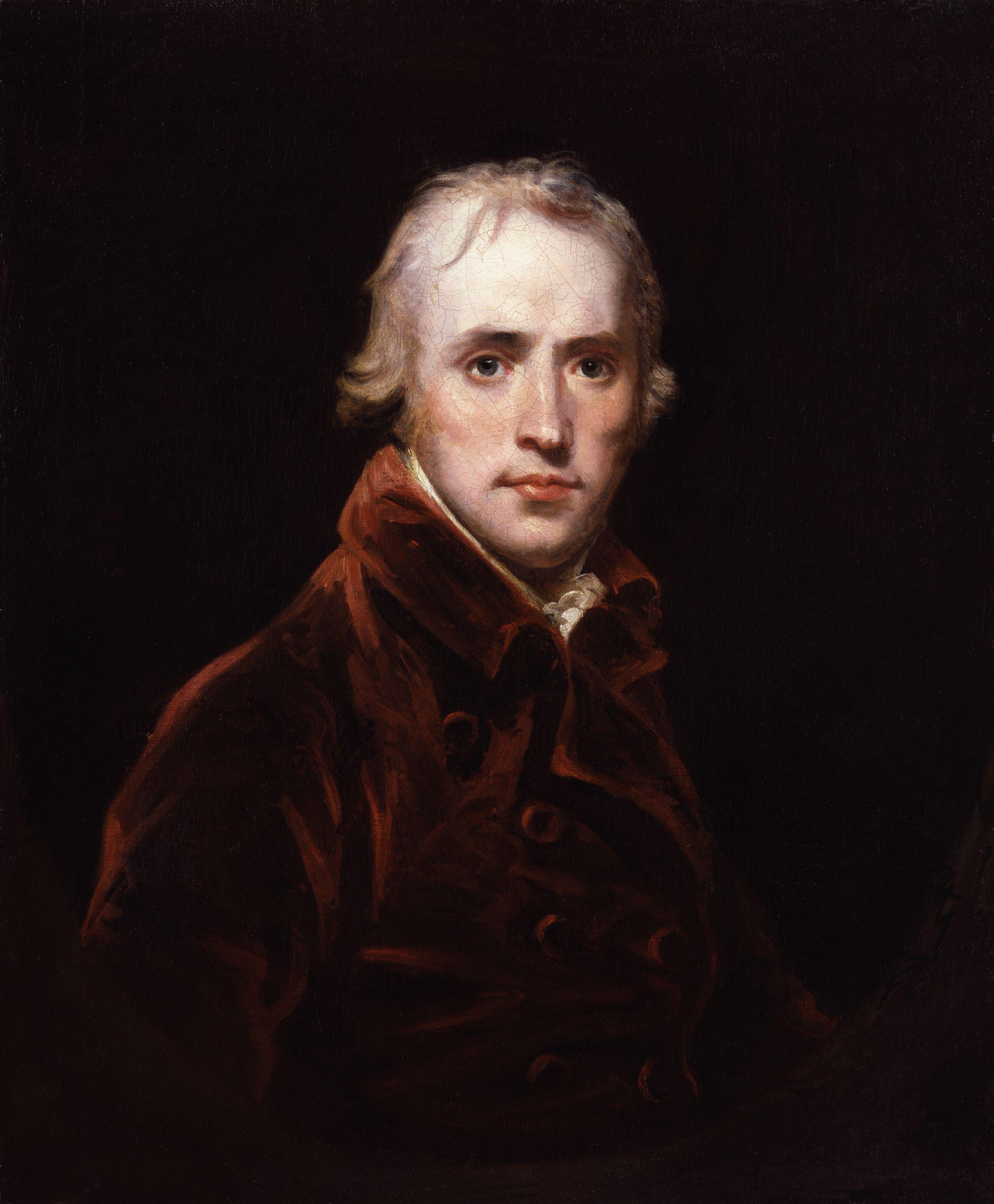
Selbstporträt von John Hoppner

John Hoppner RA (* 4. April 1758 in London; † 23. Januar 1810 in London) war ein englischer Maler deutscher Abstammung und Hofmaler der englischen königlichen Familie. Als Nachfolger von Sir Joshua Reynolds dominierte er die Londoner Kunstszene von 1790 bis 1810. Hoppner malte berühmte Persönlichkeiten, angefangen bei dem Fürsten von Wales, später König Georg IV, bis zu den britischen Nationalhelden Nelson und Wellington.

## Leben

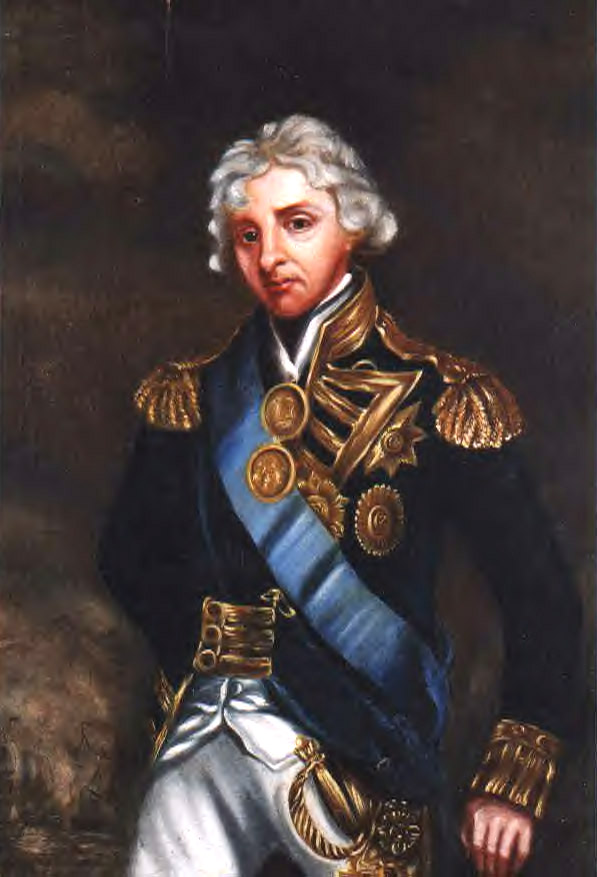
Lord Nelson, ca. 1800

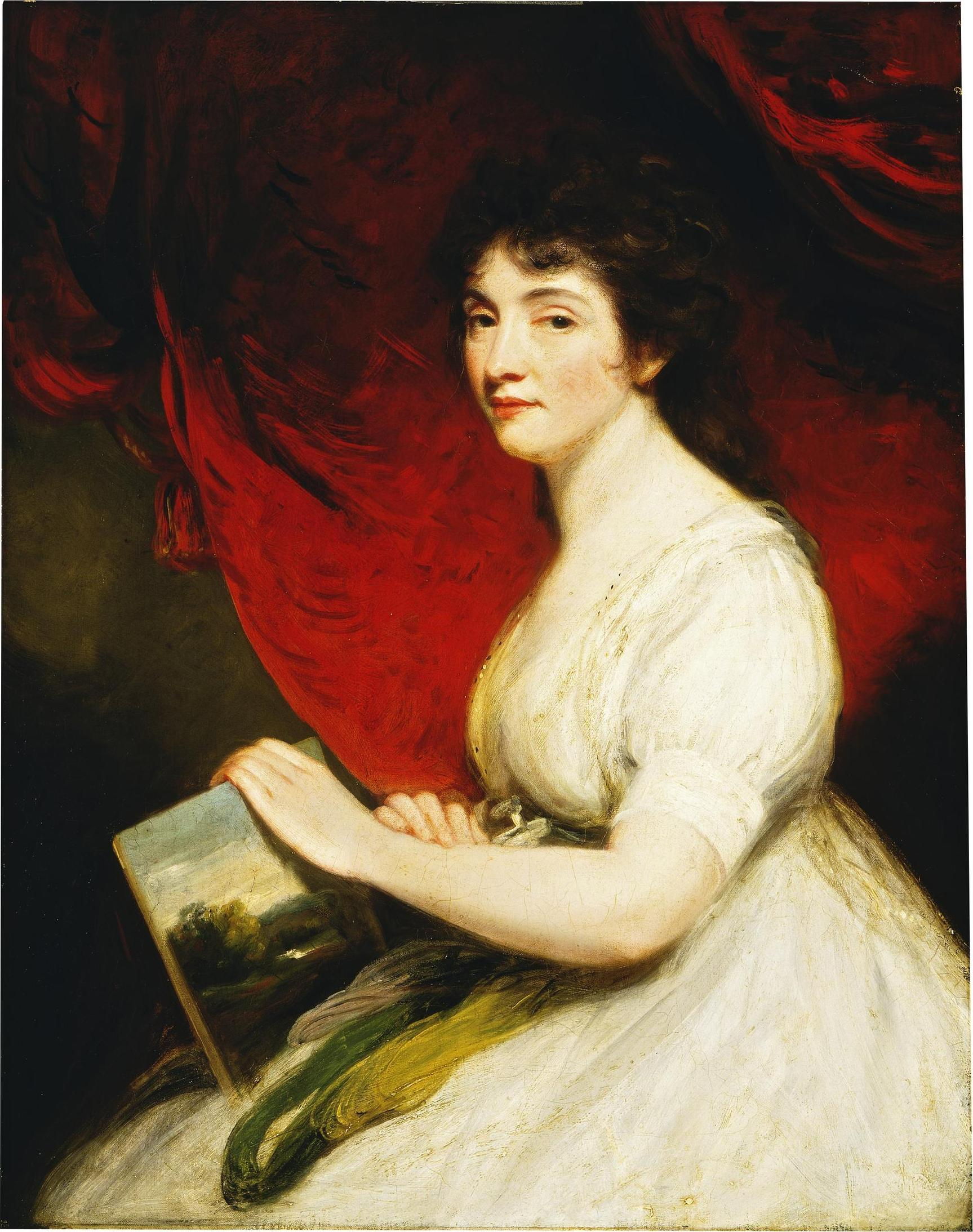
Miss Mary Linwood, ca. 1800

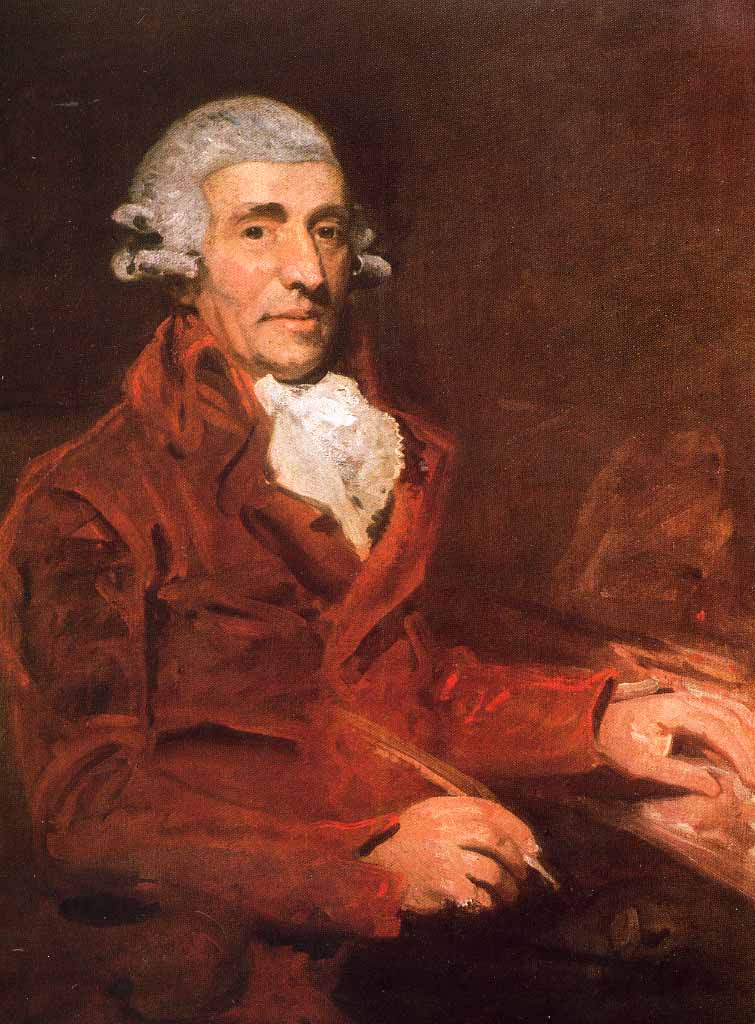
Joseph Haydn 1791

Hoppner war der Sohn einer deutschen Kammerfrau von Königin Charlotte, der Frau König Georg III. Seit früher Jugend genoss er die Unterstützung durch Georg III, was zu dieser Zeit zu der Spekulation führte, Hoppner sei dessen Sohn, obwohl dies niemals bewiesen wurde. Während er am britischen Hof aufwuchs, war er Chorknabe an der Chapel Royal. Aufgrund seines starken Interesses für die Kunst erhielt er vom König 1775 die Erlaubnis, an die Königliche Akademie, Royal Academy of Arts, zu wechseln.
1782 wurde er mit der Goldmedaille, der höchsten Auszeichnung der Akademie, für das historische Gemälde des König Lear ausgezeichnet. 1785 erhielt Hoppner den Auftrag, die drei jüngsten Töchter des Königs, Prinzessin Sophie, Amelia und Mary, zu malen. Diese Bilder befinden sich heute noch in der königlichen Sammlung. 1778 erhielt Hoppner von der Akademie die Silbermedaille für seine realitätsnahen Zeichnungen. Seine frühe Liebe gehörte der Landschaftsmalerei, doch wechselte er zu der lukrativeren Porträtmalerei. Hoppner wurde ein etablierter Porträtmaler, dem seine Verbindungen zum Hof viele bedeutende Auftraggeber einbrachten. Er war sofort erfolgreich und wurde der größte Rivale von Sir Thomas Lawrence.
1789 wurde er der Porträtmaler für den Prince of Wales trotz der Sympathiebekundungen für die Rebellen im Amerikanischen Unabhängigkeitskrieg durch Hoppners Schwiegermutter, der amerikanischen Bildhauerin Patience Wright, deren Tochter Phoebe er geheiratet hatte.
Nachdem Hoppner 1795 in die Königliche Akademie gewählt worden war, stellte er von 1780 bis 1809 dort seine Bilder aus. In seinen späten Jahren litt Hoppner an einer Erkrankung der Leber. Als er am 23. Januar 1810 starb, hatte er allein in der Königlichen Akademie über 170 Bilder ausgestellt.
Hoppners Sohn Richard Belgrave Hoppner wurde ebenfalls Maler, spezialisierte sich aber mehr auf maritime Szenen als auf Porträts.

## Werk

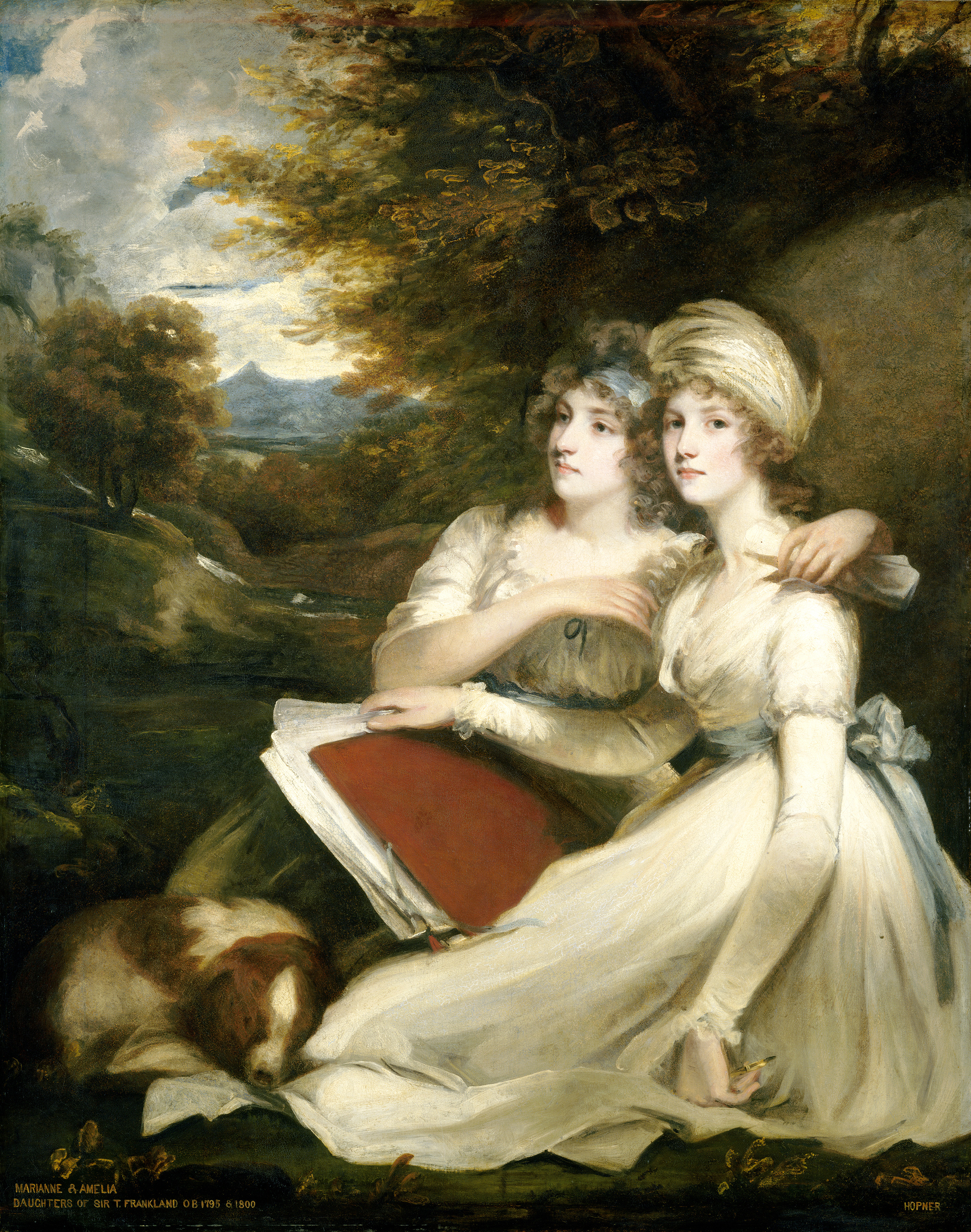
Die Frankland-Schwestern 1795

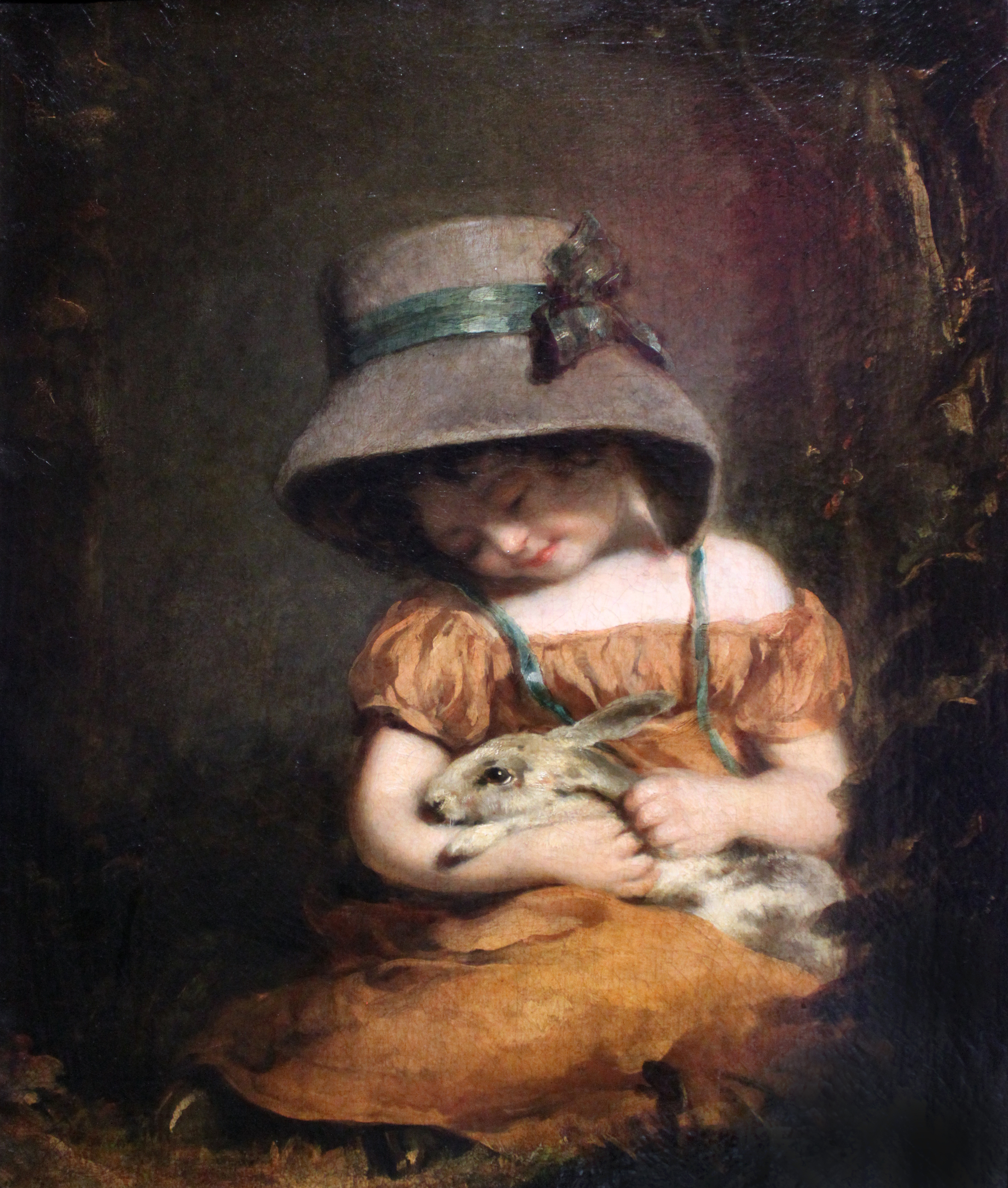
Mädchen mit Kaninchen, 1800, Städelsches Kunstinstitut

Als Porträtmaler war Hoppner sehr populär. Er war ein geschickter Zeichner mit scharfem Bewusstsein für Farbe und freie Malerei. Sein Gebrauch der Farbe, sein Verständnis der Anatomie, sein Sinn für die Texturen der Kleidung und die Art, wie er seine Porträts beleuchtete verhalfen ihm zu allgemeiner Anerkennung. Beeinflusst durch die Venezianische Renaissance, hielt er ein frisches und sympathisches, bevorzugt jugendliches, Bildnis seiner Modelle fest. Im Geschmack der Zeit kombinierte er die Ausstrahlung seiner Modelle mit romantischen und noblen Posen.
Am Porträt für den Vizeadmiral Lord Hugh Seymour kann dies beispielsweise am Ausdruck und am tiefen Blickwinkel nachvollzogen werden. In seinem zweiten Porträt für Mrs. Sheridan widerlegte Hoppner jedoch den Vorwurf, er verwandele alle seine weiblichen Modelle in Schönheiten.
Die besten Porträts sind die des Fürsten von Wales, des Duke und der Duchess of York, von Lord Rodney und von Lord Nelson. Unter seinen Modellen finden sich auch Sir Walter Scott, Arthur Wellington, John Hookham Frere und William Pitt der Jüngere.
Die besten und erfolgreichsten Werke überhaupt sind vielleicht die von Frauen und Kindern. 1803 veröffentlichte Hoppner eine Serie solcher Motive.
Ideelle Motive sind im Werk eher selten zu finden. Einige Beispiele sind „Die schlafende Venus“, „Belisarius“, „Jupiter and Io“, „Bacchante“ und „Cupid and Psyche“.
Heute sind viele Bilder verblasst und haben ihre lebendige Farbigkeit eingebüßt. Dafür dienten die Bilder Hoppners aber als Vorlage für ungezählte Drucke und Repliken, die uns heute noch einen Eindruck vom ursprünglichen Zustand der Bilder ermöglichen.

## Werkverzeichnis (Auszug)
- Admiral Adam Duncan, 1. Viscount Duncan of Camperdown, Porträt
- Rear-Admiral Sir Horatio Nelson, Porträt ca. 1800
- Lord Cornwallis, Porträt
- William Pitt, Studio von John Hoppner, Porträt, Öl auf Leinwand, 1804–1805
- Joseph Haydn, Porträt, 1791
- Sir Ralph Abercromby, Porträt
- Captain Peter Parker, Porträt 1808–1810
- Captain Henry Blackwood, Porträt 1806
- Lord Hugh Seymour, Porträt 1799
- The Sackville Children, Öl auf Leinwand, 152,4 × 124,5 cm, 1796, Metropolitan Museum of Art’s, New York
- Miss Mary Linwood, Porträt, Öl auf Leinwand, ca. 1800
- Major Thomas Pechell (1753–1826), 1799, Metropolitan Museum of Art’s, New York
- Mrs. Richard Brinsley Sheridan and Her Son, Metropolitan Museum of Art’s, New York
- John Hoppner, Selbstporträt, Öl auf Leinwand, 76,2 cm × 63,5 cm, ca. 1800, National Portrait Gallery, London
- Dorothy Jordan, Porträt, Öl auf Leinwand, 1791, National Portrait Gallery, London
- William Wyndham Grenville, 1. Baron Grenville, Porträt, Öl auf Leinwand, ca. 1800, National Portrait Gallery, London
- Charles Abbot, 1. Baron Colchester, Porträt, Öl auf Leinwand, 1802, National Portrait Gallery, London
- The Viscountess of St Asaph, Porträt, Fine Arts Museum of San Francisco
- Portrait of a Lady, Porträt, Öl auf Leinwand, 1795, National Gallery of Victoria, Australia
- Mrs Williams, Porträt, Öl auf Leinwand, ca. 1790, Tate Museum Britain